# Barnard College
Barnard College (oficialmente Barnard College of Columbia University), es una universidad privada femenina de artes liberales ubicada en Nueva York. Aunque es una institución independiente, mantiene una adscripción a la Universidad de Columbia desde 1900 y se considera una de las facultades bachillerato de Columbia en sí misma. Barnard pertanece a la liga de Seven Sisters, una liga escolar de siete facultades femininas de élite de la costa este de los Estados Unidos. Barnard se considera la facultad feminina más elitista de los EE. UU. con una tasa de aceptación cercana al 11,6% anual.

## Nueve formas de conocimiento
Para graduarse se requiere completar un programa llamado Nueve formas de conocimiento (en inglés: Nine Ways of Knowing), que incluye un curso en cada una de las siguientes disciplinas: Análisis Social, Cultura Comparada, Estudios Históricos, Razonamiento y Evaluación, Análisis Cuantitativo, Artes Visuales o Teatrales, y Literatura. Cada estudiante además necesita completar dos cursos en laboratorios de ciencias y estudiar un idioma durante los cuatro semestres.